# Hemocromatose
Hemocromatose é uma doença na qual ocorre depósito de ferro nos tecidos em virtude de seu excesso no organismo. Os principais locais de depósito são o fígado, o pâncreas, o coração e a hipófise. O excesso de ferro nesses órgãos progressivamente lesiona as células e prejudica seu funcionamento. A hemocromatose pode ser hereditária, quando é causada por uma anomalia genética, ou secundária, quando é provocada por outra doença ou por fatores ambientais: um caso famoso é o da família Hemingway, à qual pertencia o escritor americano Ernest Hemingway.

## Classificação

### Causas hereditárias/primárias
- Hemocromatose Hereditária (HH) associada ao HFE (tipo 1):
  - C282Y homozigose
  - C282Y/H63D heterozigose composta
- Hemocromatose Hereditária não associada ao HFE:
  - Hemocromatose juvenil (tipo 2)
    - Mutação hemojuvelina (2A)
    - Mutação hepcidina (2B)

  - Hemocromatose tipo 3 (mutação do receptor 2 da transferrina)
  - Mutação da ferroportina tipo 4 (hemocromatose autossômica dominante)

### Causas adquiridas/secundárias
- Anemias carregadoras de ferro
- Talassemia maior
- Anemia megaloblástica
- Anemia hemolítica crônica
- Dieta com excesso de ferro
- Sobrecarga de ferro por administração de medicamentos na parenteral:
  - Hemodiálise prolongada
  - Politransfusão

### Outras causas
Raramente no grau observado na Hemocromatose Hereditária:
- Hepatopatia crônica
- Hepatite C
- Hepatopatia alcoólica
- Esteato-hepatite não alcoólica
- Porfiria cutânea tarda
- Síndrome da sobrecarga de ferro dismetabólica
- Pós shunt portocava
- Sobrecarga de ferro na Africa sub-Sahara
- Sobrecarga de ferro neonatal
- Aceruloplasminemia
- Atransferrinemia congênita

## Características

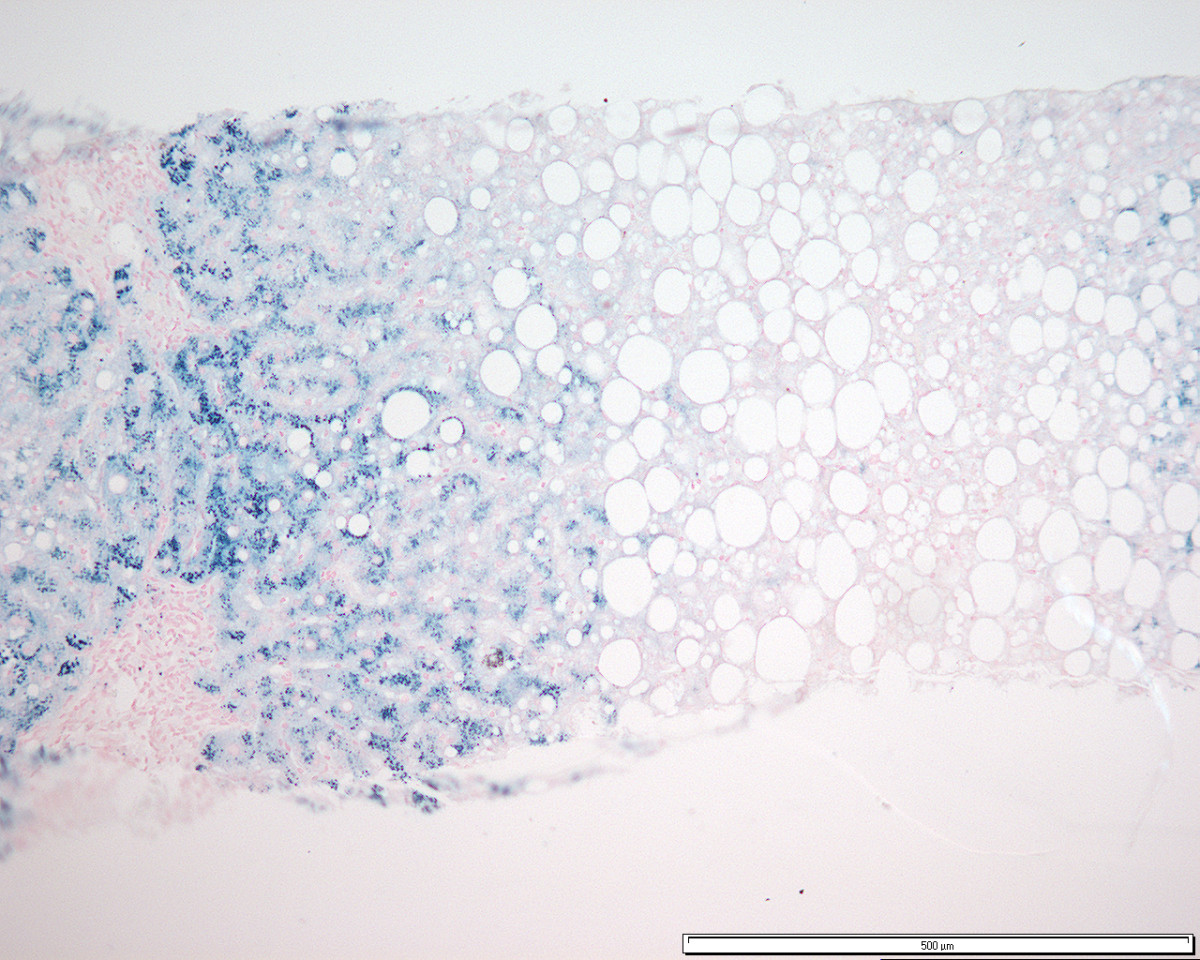
Tecido hepático danificado pelo excesso de ferro.

### Hemocromatose Hereditária (HH)
A hemocromatose hereditária (HH), descrita inicialmente por Von Recklinghausen em 1889, é a mais comum doença genética, hereditária, alcançando 1 em 200 pessoas descendentes de nórdicos ou celtas, na maioria dos casos. Trata-se de uma prediposição para a absorção excessiva de ferro na alimentação, que leva ao seu acúmulo pela falta de um mecanismo eficiente no ser humano para a sua eliminação.
- A absorção normal de ferro é da ordem de 1 mg por dia. Nesta doença podem ser absorvidos até 4 mg.
- A quantidade total de ferro do corpo gira em torno de 3g a 4 g.  Nas formas avançadas da doença, pode passar de 20 g.

É causada principalmente por duas alterações em um gene (HFE) - C282Y e H63D - que foram identificadas em 1996. Estas alterações causam a troca de um aminoácido na posição 282 e/ou na posição 63 da proteína HFE. No entanto, muitos portadores de hemocromatose com recorrência familiar não são portadores de nenhuma dessas alterações, o que indica que há outras modificações no gene ainda desconhecidas.

### Hemocromatose Secundária
Ocorre pelo acúmulo de ferro causado por outras patologias. As suas principais causas são as hemoglobinopatias, em que a destruição crônica de hemácias libera a hemoglobina rica em ferro no sangue, havendo acúmulo nos mesmos órgãos-alvo da hemocromatose hereditária.
Outra causa estatisticamente significativa é a administração excessiva de ferro, seja pela necessidade de múltiplas transfusões sanguíneas, por auto-medicação ou pelo tratamento equivocado de uma anemia de outra causa como sendo anemia ferropriva (por deficiência de ferro).
Infelizmente, muitas vezes portadores de anemias hereditárias desenvolvem hemocromatose pelo próprio mecanismo da anemia, pela necessidade de transfusões para controlá-la e ainda fazem uso de complementos de ferro por erro diagnóstico.

## Sinais e sintomas
Os sintomas são, na maioria dos casos :
1. Fadiga (cansaço)
2. Astenia (fraqueza)
3. Dor abdominal
4. Perda de peso
5. Amenorreia (ausência de menstruações)
6. Dores nas articulações
7. Insuficiência hepática (por cirrose e/ou carcinoma hepatocelular)
8. Sintomas similares a diabetes
9. Insuficiência e arritmia cardíacas.

## Diagnóstico
O diagnóstico costuma ser feito por exames de sangue rotineiros que medem os níveis de ferritina e saturação de ferro. Testes genéticos podem confirmar mutações nos genes que tipicamente causam HH, mas mesmo no caso de não identificar mutações nos genes o diagnóstico não pode ser descartado, pois mutações mais raras podem estar envolvidas.
Para confirmar e aumentar a precisão do diagnóstico é necessário retirar e examinar o sangue semanalmente por um período de quatro a seis semanas acompanhando o efeito das medicações e da dieta nos níveis de ferro e de glóbulos vermelhos.

## Tratamento

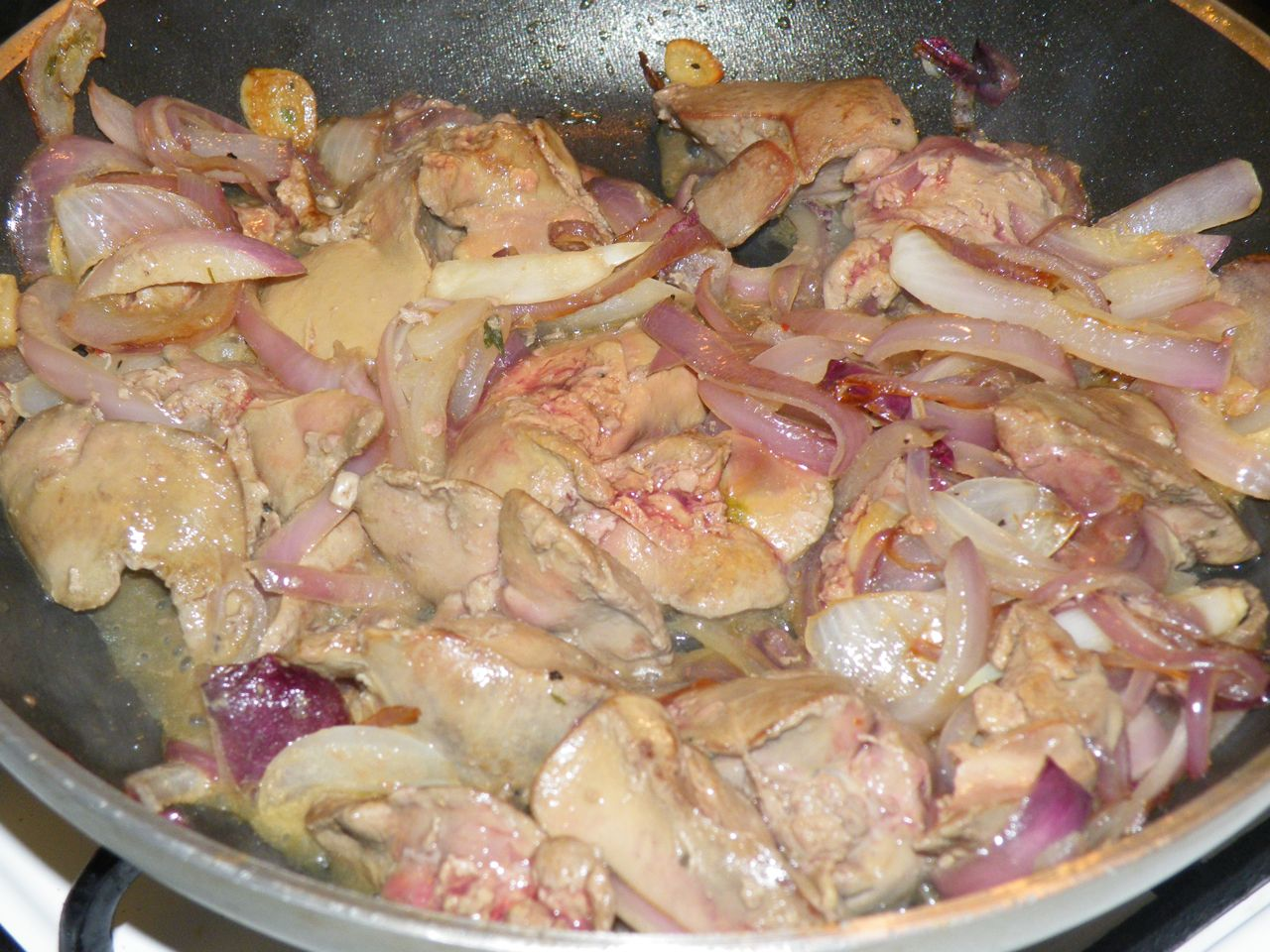
Fígado e peixe devem ser evitados, por serem riquíssimos em ferro.

O tratamento se baseia na retirada do excesso de ferro (flebotomia) de forma similar a feita em postos de doação de sangue, com a diferença que esse sangue costuma ser descartado para não prejudicar outras pessoas com seus níveis perigosos de ferro.
A carne (boi, porco, galinha, peixe e mexilhões) e a gema do ovo são uma das principais fontes de ferro e portanto deve ser comida com moderação ou evitada. Todos alimentos enriquecidos com ferro devem ser consumidos com moderação, por exemplo, pães, cereais e grãos enriquecidos ou integrais e complexos vitamínicos. Além disso, pimentão, feijão, salsa, frutas secas, chocolate meio-amargo, melado de cana-de-açúcar, rapadura e açúcar mascavo também são ricos em ferro e devem ser moderados.
Outra alternativa é o uso de agentes "sequestradores" de ferro, como a deferoxamina, sendo que o uso da medicação é reservada aos com contra-indicação à flebotomia, como os portadores de anemias.

## Prognóstico
Com um diagnóstico precoce, pode-se evitar danos aos tecidos de diversos órgãos com a retirada do ferro em excesso. No caso da hemocromatose hereditária, como as manifestações de sintomas são bastante difusas e relacionadas a diversas enfermidades, em muitos casos o diagnóstico ocorre por pura sorte, no momento de um check up geral, ao se observar pequenas mudanças em exames de sangue ou no rastreamento de familiares de portadores conhecidos de hemocromatose.
Com o controle do consumo de ferro na alimentação é possível minimizar os sintomas e levar uma vida normal, mas continua sendo necessário fazer exames regulares.

## Ligações Externas
- Artigo sobre Hemocromatose Hereditária, Hepcentro
- Hemocromatose (blog)
- Hemocromatose (site)
- Lista de alimentos ricos em ferro